# Logan Marshall-Green
Logan Marshall-Green (Charleston, 1º novembre 1976) è un attore e regista statunitense.

## Biografia
Nato a Charleston (Carolina del Sud), è cresciuto con la madre, Lowry Marshall, a Cranston. Ha un fratello gemello di nome Taylor, che lavora come produttore televisivo. Marshall-Green ha effettuato gli studi universitari presso l'Università del Tennessee, Knoxville, dove ha anche scritto per il giornale della scuola, The Daily Beacon. Ha frequentato il National Theater Institute a Waterford (Connecticut) e poi ha continuato gli studi ottenendo un master in Belle Arti nel programma di recitazione dell'Università di New York presso la Tisch School of the Arts.
Ha interpretato diversi ruoli in vari telefilm, si è fatto notare con l'interpretazione di Trey Atwood nella serie televisiva The O.C., nel 2005. Precedentemente è anche apparso nelle serie Law & Order - Unità vittime speciali e Law & Order - I due volti della giustizia. Nel 2007 è stato tra i protagonisti della serie Traveler con poca fortuna, visto che la serie è stata cancellata dopo sole 8 puntate. Nel 2009 recita nella serie televisiva Dark Blue. Nel 2012 recita nel film Prometheus di Ridley Scott e nel 2013 in As I Lay Dying di James Franco. Nel 2016 recita in Snowden di Oliver Stone, mentre nel 2017, interpreta Jackson Brice / Shocker nel film Spider-Man: Homecoming del Marvel Cinematic Universe. Nel 2021 recita nel thriller INTRUSION al fianco dell'attrice, co-protagonista, Freida Pinto. 

## Vita privata
Dal 2012 al 2020 è stato sposato con l'attrice Diane Gaeta, da cui ha avuto due figli; Culla Mae Marshall-Green e Tennessee Logan Marshall-Green.

## Filmografia

### Attore

#### Cinema
- The Kindness of Strangers, regia di Claudia Myers (2004) - cortometraggio
- Alchemy, regia di Evan Oppenheimer (2005)
- The Great Raid - Un pugno di eroi (The Great Raid), regia di John Dahl (2005)
- Across the Universe, regia di Julie Taymor (2007)
- Brooklyn's Finest, regia di Antoine Fuqua (2009)
- Devil, regia di John Erick Dowdle (2010)
- Prometheus, regia di Ridley Scott (2012)
- As I Lay Dying, regia di James Franco (2013)
- Fredda è la notte (Cold Comes the Night), regia di Tze Chun (2013)
- Madame Bovary, regia di Sophie Barthes (2014)
- The Invitation, regia di Karyn Kusama (2015)
- Snowden, regia di Oliver Stone (2016)
- Castello di sabbia (Sand Castle), regia di Fernando Coimbra (2017)
- Spider-Man: Homecoming, regia di Jon Watts (2017)
- Upgrade, regia di Leigh Whannell (2018)
- How It Ends, regia di Zoe Lister-Jones e Daryl Wein (2021)
- Intrusion, regia di Adam Salky (2021)
- Lou, regia di Anna Foerster (2022)
- Riscatto d'amore, regia di D.J. Caruso (2022)
- Carry-On, regia di Jaume Collet-Serra (2024)

#### Televisione
- Law & Order - Unità vittime speciali (Law & Order: Special Victims Unit) – serie TV, 1 episodio (2003)
- Law & Order - I due volti della giustizia – serie TV, 1 episodio (2004)
- 24 – serie TV, 6 episodi (2005)
- The O.C. – serie TV, 9 episodi (2005)
- Traveler – serie TV, 8 episodi (2007)
- Dark Blue – serie TV, 20 episodi (2009-2010)
- Quarry - Pagato per uccidere (Quarry) – serie TV, 8 episodi (2016)
- Damnation – serie TV, 10 episodi (2017-2018)
- When They See Us – miniserie TV, episodio 1x04 (2019)
- The Defeated – serie TV, 8 episodi (2020)
- Big Sky – serie TV, 18 episodi (2021-2022)
- And Just Like That... – serie TV, 9 episodi (2025)

### Regista
- Adopt a Highway (2019)

### Sceneggiatore
- Adopt a Highway (2019)

## Doppiatori italiani
Nelle versioni in italiano delle opere in cui ha recitato, Logan Marshall-Green è stato doppiato da:
- Gianfranco Miranda in Across the Universe, Upgrade
- Andrea Mete in Brooklyn's Finest, Fredda è la notte
- Fabrizio Vidale in Dark Blue, Castello di sabbia
- Emiliano Coltorti in Law & Order - I due volti della giustizia
- David Chevalier in Law & Order - Unità vittime speciali
- Simone D'Andrea in Quarry - Pagato per uccidere
- Paolo Macedonio in Spider-Man: Homecoming
- Stefano Crescentini in Riscatto d'amore
- Alessandro Budroni in Prometheus
- Guido Di Naccio in The Invitation
- Francesco Trifilio in Madame Bovary
- Alessandro Quarta in The O.C.
- Francesco Sechi in Snowden
- Francesco Venditti in Devil
- Maurizio Merluzzo in Lou
- Diego Baldoin in The Defeated
- David Chevalier in Big Sky
- Dario Sansalone in How It Ends
- Gabriele Sabatini in Carry On
- Francesco Bulckaen in 24
- Davide Perino in And Just Like That...